# Gladde slankmier
De gladde slankmier (Leptothorax gredleri) is een mierensoort uit de onderfamilie van de Myrmicinae. De wetenschappelijke naam van de soort is voor het eerst geldig gepubliceerd in 1855 door Mayr.